# Radomirești (gmina)
Radomirești – gmina w Rumunii, w okręgu Aluta. Obejmuje miejscowości Călinești, Crăciunei, Poiana i Radomirești. W 2011 roku liczyła 4129 mieszkańców.